# Control Channel
Ein Control Channel (CCH) ist ein Steuerungskanal in einem Mobilfunknetz, über den Signalisierungs- und Steuerungsinformationen zwischen verschiedenen Netzelementen und Endgeräten ausgetauscht werden. SMS-Textnachrichten werden ebenfalls über Steuerungskanäle gesendet.

## GSM-Steuerungskanäle
Die Steuerungskanäle des GSM-Mobilfunksystems können nach ihrer Nutzung in 4 Gruppen eingeteilt werden:
Broadcast Control Channels, Kanäle zur ungerichteten Aussendung von Steuerungsinformationen
FCCH – Frequency Correction Channel
SCH – Synchronization Channel
BCCH – Broadcast Control Channel
PBCCH – Packet Broadcast Control Channel
Common Control Channel, CCCH, ein gemeinsam benutzter Kanal, in dem Steuerungsinformationen übertragen werden. Er transportiert die folgenden Steuerungskanäle:
PCH – Paging channel
RACH – Random access channel
AGCH – Access grant channel
NCH – Notification channel
oder Packet Common Control Channel, PCCCH, wie CCCH, aber für GPRS
PRACH – Packet Random Access Channel
PPCH – Packet Paging Channel
PAGCH – Packet Access Grant Channel
Dedicated Control Channels, Kanäle, in denen Steuerungsinformationen mit einem bestimmten Endgerät ausgetauscht werden
SACCH/TF – Slow TCH/F / E-TCH/F associated control channel
FACCH/F – Fast TCH/F associated control channel
SACCH/TH – Slow TCH/H / O-TCH/H associated control channel
FACCH/H – Fast TCH/H associated control channel
SDCCH/8 – Stand alone dedicated control channel
SACCH/C8 – Slow SDCCH/8 associated control channel
SDCCH/4 – Stand alone dedicated control channel combined with CCCH
SACCH/C4 – Slow SDCCH/4 associated control channel
SACCH/M – Slow TCH/F / O-TCH/F / E-TCH/F associated control channel for multislot configurations
SACCH/CTS – Slow TCH/F associated control channel for CTS
E-FACCH/F – Fast E-TCH/F associated control channel
E-IACCH/F – Inband E-TCH/F associated control channel
SACCH/TPF – Slow TCH/F / O-TCH/F associated control channel for enhanced power control
SACCH/MP – Slow TCH/F / O-TCH/F associated control channel for enhanced power control in multislot configurations
SACCH/TPH – Slow TCH/H / O-TCH/H associated control channel for enhanced power control
EPCCH/F – Enhanced power control, TCH/F / O-TCH/F associated channel
EPCCH/M – Enhanced power control, TCH/F / O-TCH/F associated channel in multislot configuration
EPCCH/H – Enhanced power control, TCH/H / O-TCH/H associated channel
O-FACCH/F – Fast O-TCH/F associated control channel
O-FACCH/H – Fast O-TCH/H associated control channel
PACCH – Packet Associated Dedicated Control Channel
PTCCH/U – Packet Timing advance Control Channel Uplink
PTCCH/D – Packet Timing advance Control Channel Downlink
CTS Control Channels, Steuerungskanäle für GSM-CTS
BCH – CTS beacon channel
CTSPCH – CTS paging channel
CTSARCH – CTS access request channel
CTSAGCH – CTS access grant channel

## Einzelbeschreibungen

### FCCH
Der Frequency Correction Channel ist ein Downlink-Kanal in GSM, der dem Endgerät hilft, die Frequenzkanäle zu finden, in denen ein BCCH übertragen wird. Der FCCH wird immer in Timeslot 0 des Frequenzkanals übertragen, in dem ein BCCH liegt. Daher kann durch den Empfang des FCCH die Timeslotnummerierung herausgefunden, im Anschluss der SCH und damit der BCCH gefunden werden. Im FCCH werden lediglich frequency correction bursts gesendet.

### SCH
Der Synchronization Channel ist ein Downlink-Kanal in GSM, der dem Endgerät hilft, die Kanalstruktur zu erkennen und den BCCH zu finden. Der SCH wird immer genau im achten Timeslot nach dem FCCH übertragen. Durch den Empfang des SCH kann die Rahmenstruktur erkannt und dadurch der BCCH gefunden werden. Im SCH wird nur die aktuelle Framenummer sowie der BSIC ausgesendet.

### BCCH und PBCCH
Der Broadcast Control Channel ist ein Downlink-Kanal in GSM, der dem Endgerät Informationen über die aussendende Zelle liefert. Dies sind z. B. die PLMN-Kennung des Netzes, Cell-ID, Location Area, Kanalstruktur, Zugriffsbeschränkungen, Verfügbarkeit von Datendiensten und Frequenzen der Nachbarzellen.

### RACH und PRACH
Der Random Access Channel ist ein Uplink-Kanal in GSM, in dem das Endgerät vom Netz einen Verbindungsaufbau anfordern kann.

### PCH und PPCH
Der Paging Channel ist ein Downlink-Kanal in GSM, der dazu dient, einzelnen Endgeräten einen Verbindungswunsch des Netzes, etwa wegen eines eintreffenden Anrufs oder einer Kurznachricht, zuzustellen. Ein so gerufenes Endgerät wird, wenn es diesen Verbindungswunsch empfängt, versuchen, über den RACH oder PRACH einen dedizierten Kanal für die weitere Kommunikation anzufordern. Die Basisstation teilt dann dem Endgerät über den Access Grant Channel (AGCH) einen Kanal zu.
Ein Endgerät wird anhand seiner TMSI, in Ausnahmefällen anhand seiner IMSI, gerufen.

### NCH
Der Notification Channel ist ein Downlink-Kanal in GSM, der dazu dient Endgeräte über stattfindende Anrufe des VGCS und des VBS zu informieren. Dazu werden in diesem Kanal die Kennungen der entsprechenden Teilnehmergruppen übertragen.